# Parco nazionale di Divjakë-Karavasta
Il Parco nazionale di Divjaka-Karavasta (in albanese Parku Kombëtar Divjake-Karavasta)  è un parco nazionale dell'Albania situato nella parte centrale del paese sulla costa adriatica.
Comprende al suo interno la laguna di Karavasta, una delle più vaste del Mar Mediterraneo.